# Zwartowo, Hạt Szczecinek
Zwartowo [zvarˈtɔvɔ] (tiếng Đức Schwartow)  là một khu định cư ở khu hành chính của Gmina Grzmiąca, thuộc hạt Szczecinek, West Pomeranian Voivodeship, ở phía tây bắc Ba Lan. Nó nằm khoảng 26 kilômét (16 mi) về phía tây bắc của Szczecinek và 124 km (77 mi) về phía đông của thủ đô khu vực Szczecin.
Trước năm 1945, khu vực này là một phần của Đức. Đối với lịch sử của khu vực, xem Lịch sử của Pomerania.